# Pere Joan Ventura Carol
Pere Joan Ventura Carol (Castellar del Vallès, 29 de gener de 1946 - Castellar del Vallès, 28 de juliol de 2025) fou un cineasta espanyol vinculat al cinema social. Va treballar com a reporter gràfic, realitzador i editor a Televisió Espanyola, a més de director i guionista de documentals. El 2003 va aconseguir el Goya a la millor pel·lícula documental amb El efecto Iguazú sobre els treballadors en atur de Sintel que van acampar a la Castellana de Madrid, dirigit per Ventura i amb guió del cineasta i de la seva companya Georgina Cisquella. El 2015 va dirigir No estem sols, un documental produït per Pere Portabella i El Gran Wyoming sobre els moviments socials dels últims anys a Espanya.

## Trajectòria
Va estudiar Tècnica i Llenguatge cinematogràfic a Barcelona i va ser membre fundador del col·lectiu "Grup de Producció" dedicat al rodatge de material informatiu per a TV estrangeres i curtmetratges.
El 1977 va començar a treballar a Televisió Espanyola de Catalunya com a operador de cinema i reporter gràfic, posteriorment es va incorporar a TVE als Serveis Informatius i va exercir funcions de realitzador i editor en programes com Quien sabe dónde, Buscados con cargo o Los años vividos (Premi Ondas 1992).
Ha estat ajudant de càmera amb el director de cinema Pere Portabella i ajudant de direcció en diverses pel·lícules de Vicente Aranda com El amante bilingüe o Intruso. a més de també un dels referents del cinema clandestí rodat en els anys 70.
El 2003 va aconseguir el Premi Goya al Millor Documental amb El efecto Iguazú sobre els treballadors en atur de Sintel que van acampar a la Castellana de Madrid dirigit per Ventura i amb guió escrit pel cineasta i la seva companya Georgina Cisquella.
El 2004 participà a Hay motivo una sèrie de 32 curtmetratges produïts en febrer de 2004 i projectats a partir del 9 de març en els quals es critiquen diversos aspectes de la realitat social espanyola i, sobretot, al govern del Partit Popular en diferents temes socials i polítics. També en 2004 va participar a "Un mundo a cada rato" documental produït per Tus Ojos en col·laboració amb UNICEF per a contribuir a la protecció dels drets de la infància en el món amb el segment "La vida efímera" rodat a Guinea Equatorial.
El 2015 va dirigir No estem sols, un documental produït per Pere Portabella i El Gran Wyoming en el qual es recullen diferents històries, personals i grupals, sobre alguns dels moviments socials més rellevants dels últims anys, des de la Marea Blanca a la Plataforma d'Afectats per la Hipoteca, passant per La Solfónica o les Comadres de Gijón.

## Filmografia
- 1970. Les cadires: curtmetratge 16mm
- Sidón mata a Basora: llargmetratge inacabat 16mm.
- 1973. Gong a Montserrat. Documental i Concert de la banda francesa Gong al Monestir de Montserrat.
- 1979. L'Ajuntament de Barcelona. noticiari produït per l'Institut del Cinema Català en 35mm i codirigit amb Georgina Cisquella.
- 1980. Badalona contaminació: curtmetratge produït per l'Institut del Cinema Català en 35mm.
- 1981. Diada Nacional de Catalunya. Noticiari produït per l'Institut del Cinema Català i codirigit amb Antoni Marti.
- 1990-92. Los años vividos. Realitzador de la sèrie de TVE de deu capítols en 35 mm. Premi Ondas Internacional 1992
- 1993-97. Quién sabe dónde. Editor ‘ subdirector d'aquest programa de TVE.
- 1995. Subcomandante Marcos: viaje al sueño zapatista. documental (30´)
- 1997. Buscados con cargo. Editor i subdirector d'aquest programa de TVE.
- 1998. Guatemala: la hora de la verdad; documental (50´) recolzat per ECHO (Comunitat Europea) i Creu Roja Espanyola. Emissió a TVE: 20 de març de 1999
- 1999. Me estoy quitando, Documental (50´) produït per l'ONG Madrid Positivo, emiès per Telecinco.
- 2003. El efecto Iguazú. Documental
- 2004. Hay motivo. Documental.
- 2004. En el mundo a cada rato. Documental codirigit per Patricia Ferreira, Pere Joan Ventura, Chus Gutiérrez, Javier Corcuera y Javier Fesser
- 2015. No estem sols. Documental.[7]

## Premis
- 1992 Los años vividos. Premi Ondas
- 2003 El efecto Iguazú. Director i Coguionista. Premi a la millor pel·lícula documental XVII edició dels Premis Goya.